# Gedalia Rosenmann
Gedalia Rosenmann,
inne formy zapisu imienia; Gedali, Gedaliah (ur. 1872 w Buczaczu, zm. 1943 w Poniatowej) – polski rabin narodowości żydowskiej, naczelny rabin Białegostoku oraz przewodniczący Judenratu w białostockim getcie.

## Życiorys
Był bratem dr Dawida Rosenmanna (1884–1926), pedagoga i pierwszego lektora języka nowohebrajskiego na Uniwersytecie Jagiellońskim.
W dwudziestoleciu międzywojennym należał do czołowych przedstawicieli społeczności żydowskiej w Białymstoku. W latach 1919–1943 był naczelnym rabinem Białegostoku. Wykładał również w miejscowym gimnazjum hebrajskim. W ramach swojej działalności publicznej polemizował między innymi z ks. Stanisławem Trzeciakiem na temat uboju rytualnego. W 1929 roku w plebiscycie gazety „Dos Naje Lebn” na najpopularniejszego przedstawiciela społeczności żydowskiej w Białymstoku, rabin Rosenmann zajął pierwsze miejsce.
27 czerwca 1941 roku, po wybuchu wojny niemiecko-sowieckiej, do Białegostoku wkroczyły oddziały Wehrmachtu i Ordnungspolizei. Dwa dni później rabin Rosenmann został wezwany do komendantury wojskowej, gdzie rozkazano mu, by w ciągu 24 godzin powołał 12-osobowy Judenrat. Przez następny miesiąc Rosenmann formalnie sprawował funkcję przewodniczącego Rady Żydowskiej, niemniej w rzeczywistości od samego początku jej pracami kierował Efraim Barasz. 12 lipca Rosenmann został zmuszony przez Niemców pod groźbą śmierci do podpisania oświadczenia, które głosiło, że w „czarny piątek” 27 czerwca 1941 roku to wycofujący się Sowieci podpalili dzielnicę żydowską i Wielką Synagogę. Następnie razem z blisko 43 tys. białostockich Żydów znalazł się w nowo utworzonym getcie, którego bramy zamknięto 1 sierpnia tegoż roku.
W trakcie likwidacji getta białostockiego został deportowany do obozu pracy w Poniatowej, gdzie został zamordowany w listopadzie 1943 roku podczas Aktion Erntefest.